# Federazione mondiale per la composizione scacchistica

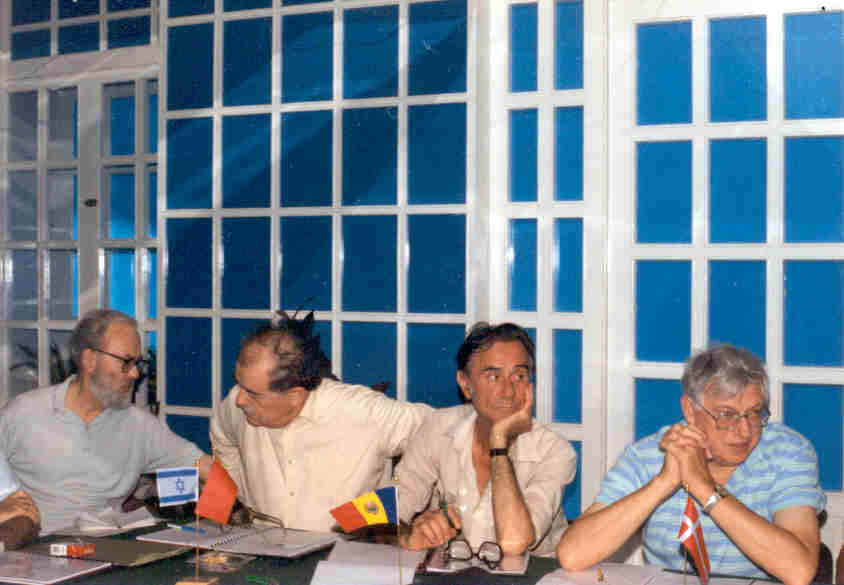
Da sinistra: John Roycroft, Gia Nadareishvili, Virgil Nestorescu e Jan Mortensen al 33º Congresso PCCC di Benidorm (1990).

La Federazione mondiale per la composizione scacchistica (in inglese World Federation for Chess Composition, WFCC), è un'organizzazione che gestisce a livello internazionale il settore della composizione di problemi e studi di scacchi.

## Storia
Fino al 2010 era nota come Commissione permanente per la composizione scacchistica, indicata con la sigla PCCC (dall'inglese Permanent Commission for Chess Composition), collegata alla FIDE. Dal 2010 ne è virtualmente indipendente.
La PCCC fu fondata nel 1956 a Budapest, su iniziativa di Gia Nadareishvili. Tra i fondatori vi erano John Roycroft e Nenad Petrović. Da allora si è svolto annualmente (ad eccezione del 1963 e 1970) un Congresso mondiale della composizione scacchistica (World Chess Composition Congress - WCCC).
Dal 2010 ne è presidente il greco Harry Fougiaxis. In precedenza sono stati presidenti della PCCC: Gyula Neukomm (1956-1958), Nenad Petrović (1958-1964), Comins Mansfield (1964-1972), Gerhard Jensch (1972-1974), Jan Hannelius (1974-1986), Klaus Wenda (1986-1994), Bedrich Formánek (1994-2002), John M. Rice (2002-2006) e Uri Avner (2006-2010).

## Attività
La WFCC organizza vari tornei e campionati, tra i quali il Campionato del mondo di composizione e il Campionato del mondo di soluzione (quest'ultimo dal 1977). I primi sei campionati di soluzione (dal 1977 al 1982) furono solo a squadre, dal 1983 si svolge anche un campionato individuale, il cui vincitore ottiene il titolo di "Campione del mondo di soluzione scacchistica".
La PCCC pubblicava ogni tre anni l'Album FIDE, una raccolta dei migliori problemi e studi composti nel relativo triennio.

### Titoli per la composizione e la soluzione
La Federazione attribuisce vari titoli per la composizione e la soluzione:
- Grande Maestro della composizione
- Maestro internazionale della composizione
- Maestro FIDE della composizione
- Giudice internazionale della composizione
- Giudice FIDE della soluzione
- Grande Maestro della soluzione
- Maestro internazionale della soluzione
- Maestro onorario della composizione

I titoli sono assegnati indistintamente sia per la composizione di problemi che di studi, e sono validi a vita. 

## Paesi membri
Nel 2009 aderivano alla WFCC i seguenti 40 paesi:
 Slovacchia
 Slovenia
 Spagna
 Stati Uniti
 Svezia
 Svizzera
 Ucraina
 Ungheria

## Congressi
La colonna "Part." indica il numero di paesi che hanno inviato delegati.
| #  | Anno | Città              | Paese            | Part. |
| -- | ---- | ------------------ | ---------------- | ----- |
| 1  | 1956 | Budapest           | Ungheria         | 4     |
| 2  | 1957 | Vienna             | Austria          | 6     |
| 3  | 1958 | Pirano             | Jugoslavia       | 11    |
| 4  | 1959 | Wiesbaden          | Germania Ovest   | 12    |
| 5  | 1960 | Lipsia             | Germania Est     | 10    |
| 6  | 1961 | Mosca              | Unione Sovietica | 10    |
| 7  | 1962 | Soletta            | Svizzera         | 8     |
| 8  | 1964 | Tel Aviv           | Israele          | 6     |
| 9  | 1965 | Reading            | Regno Unito      | 11    |
| 10 | 1966 | Barcellona         | Spagna           | 12    |
| 11 | 1967 | Tampere            | Finlandia        | 13    |
| 12 | 1968 | Arcachon           | Francia          | 15    |
| 13 | 1969 | Varna              | Bulgaria         | 14    |
| 14 | 1971 | L'Aia              | Paesi Bassi      | 14    |
| 15 | 1972 | Pola               | Jugoslavia       | 15    |
| 16 | 1973 | Imola              | Italia           | 13    |
| 17 | 1974 | Wiesbaden          | Germania Ovest   | 21    |
| 18 | 1975 | Tbilisi            | Unione Sovietica | 16    |
| 19 | 1976 | Ribe               | Danimarca        | 18    |
| 20 | 1977 | Malinska           | Jugoslavia       | 18    |
| 21 | 1978 | Canterbury         | Regno Unito      | 19    |
| 22 | 1979 | Hyvinkää           | Finlandia        | 17    |
| 23 | 1980 | Wiener Neustadt    | Austria          | 21    |
| 24 | 1981 | Arnhem             | Paesi Bassi      | 18    |
| 25 | 1982 | Varna              | Bulgaria         | 17    |
| 26 | 1983 | Bat Yam            | Israele          | 13    |
| 27 | 1984 | Sarajevo           | Jugoslavia       | 16    |
| 28 | 1985 | Riccione           | Italia           | 19    |
| 29 | 1986 | Fontenay-sous-Bois | Francia          | 19    |
| 30 | 1987 | Graz               | Austria          | 20    |
| 31 | 1988 | Budapest           | Ungheria         | 22    |
| 32 | 1989 | Bournemouth        | Regno Unito      | 23    |
| 33 | 1990 | Benidorm           | Spagna           | 22    |
| 34 | 1991 | Rotterdam          | Paesi Bassi      | 23    |
| 35 | 1992 | Bonn               | Germania         | 23    |
| 36 | 1993 | Bratislava         | Slovacchia       | 25    |
| 37 | 1994 | Belfort            | Francia          | 23    |
| 38 | 1995 | Turku              | Finlandia        | 26    |
| 39 | 1996 | Tel Aviv           | Israele          | 27    |
| 40 | 1997 | Pola               | Croazia          | 28    |
| 41 | 1998 | San Pietroburgo    | Russia           | 30    |
| 42 | 1999 | Netanya            | Israele          | 27    |
| 43 | 2000 | Pola               | Croazia          | 26    |
| 44 | 2001 | Wageningen         | Paesi Bassi      | 29    |
| 45 | 2002 | Portorose          | Slovenia         | 29    |
| 46 | 2003 | Mosca              | Russia           | 29    |
| 47 | 2004 | Halkidiki          | Grecia           | 31    |
| 48 | 2005 | Eretria            | Grecia           | 30    |
| 49 | 2006 | Wageningen         | Paesi Bassi      | 31    |
| 50 | 2007 | Rodi               | Grecia           | 29    |
| 51 | 2008 | Jūrmala            | Lettonia         | 28    |
| 52 | 2009 | Rio de Janeiro     | Brasile          | 24    |
| 53 | 2010 | Creta              | Grecia           | 31    |
| 54 | 2011 | Jesi               | Italia           | 32    |
| 55 | 2012 | Kōbe               | Giappone         | 28    |
| 56 | 2013 | Batumi             | Georgia          | 27    |
| 57 | 2014 | Berna              | Svizzera         | 27    |
| 58 | 2015 | Ostróda            | Polonia          | 26    |
| 59 | 2016 | Belgrado           | Serbia           | 30    |
| 60 | 2017 | Dresda             | Germania         |       |